# Aiket Castle

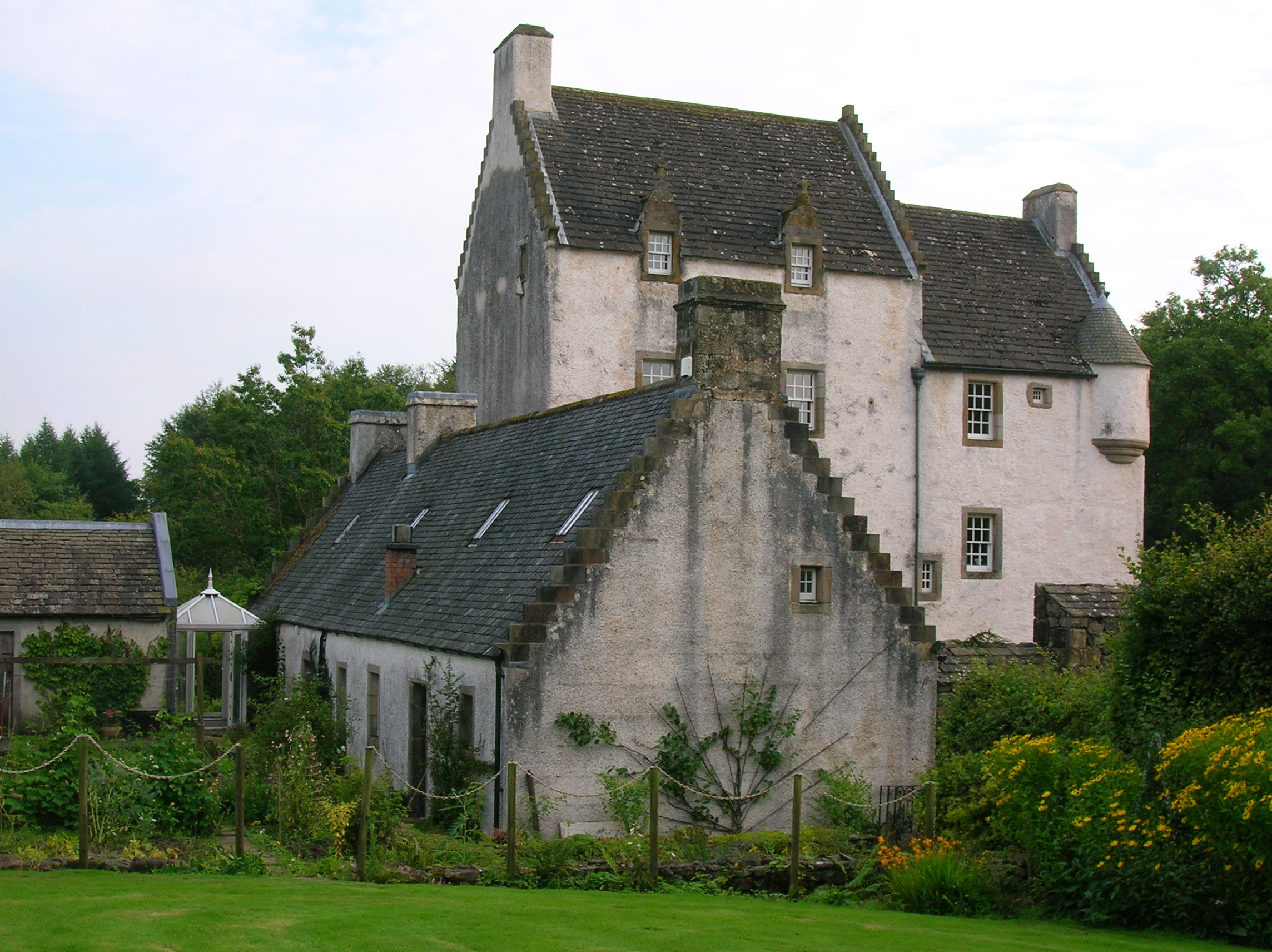
Aiket Castle mit Nebengebäuden

Aiket Castle ist eine Burg in der schottischen Grafschaft East Ayrshire. Der Name ist von „Oak Wood“ (dt. „Eichenholz“) abgeleitet.

## Geschichte

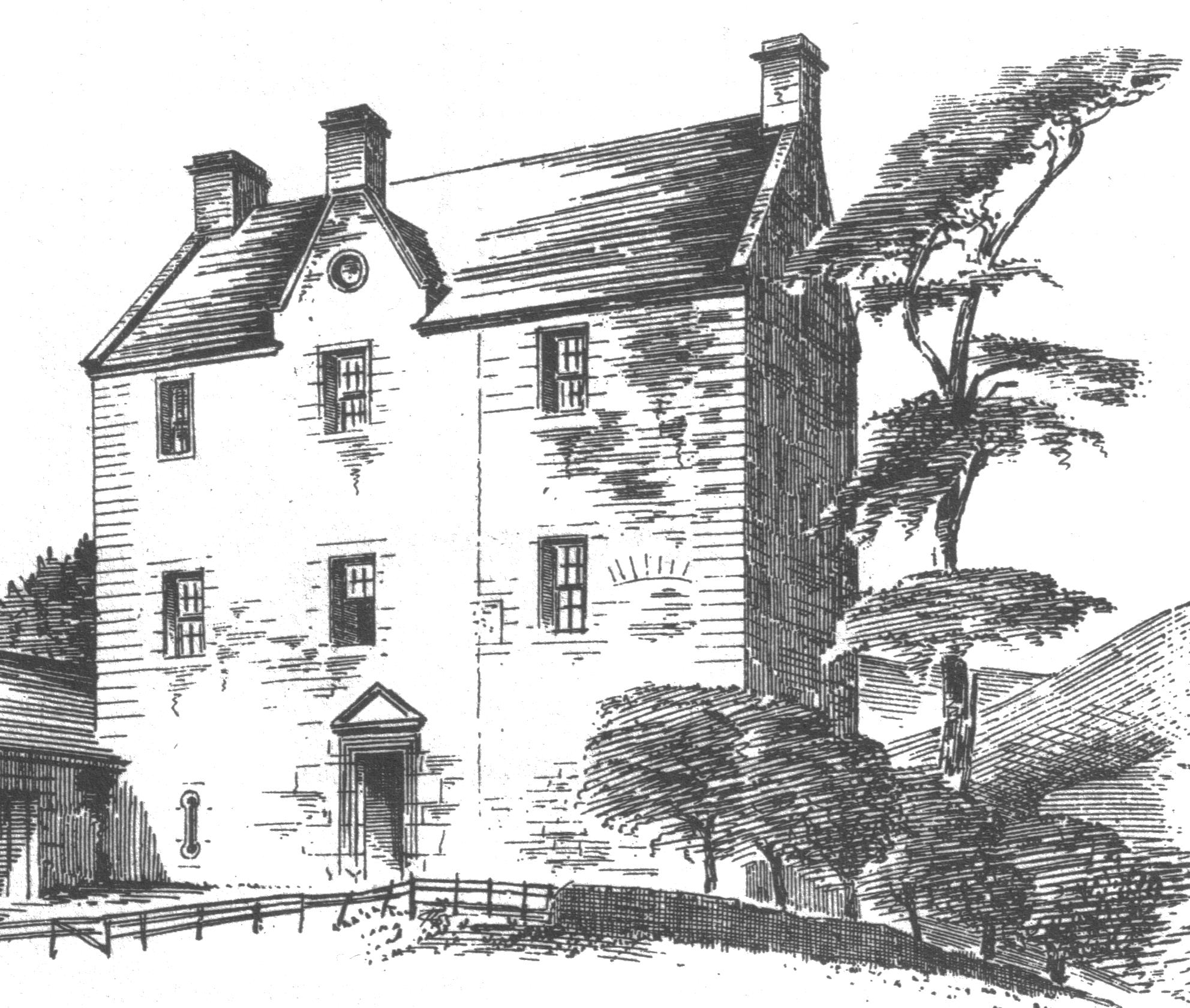
Aiket House im 19. Jahrhundert

Aiket Castle war ein Wohnturm mit vier Stockwerken und quadratischem Grundriss, wie er als Residenz kleinerer Barone üblich war. Das ursprünglich von einem Graben umgebene Gebäude ließ der Clan Cunningham errichten, bald nachdem er 1479 das Gelände erworben hatte. Nach dem Mord an dem 4. Earl of Eglinton wurde der Turm zerstört, dann aber 1592 wieder aufgebaut und mit einem Anbau versehen. 1734 wurde die Burg verkauft und die neuen Besitzer ließen sie in ein halbklassisches Landhaus im georgianischen Stil umbauen, wobei das oberste Stockwerk entfernt wurde. Anfang des 19. Jahrhunderts gehörte das Anwesen den Dunlops und schließlich diente das Haus als Unterkunft für Landarbeiter. 1957 wurde das Gebäude durch einen Brand beschädigt und dann von den heutigen Eignern in dem Zustand, den es vor 1734 hatte, restauriert. Die Restaurierung wurde von Europa Nostra 1987 mit dem Diploma of Merit ausgezeichnet.

### Die Lairds
Die Cunninghams von Aiket stammten von den Cunninghams von Bedlands ab, einer Nebenlinie der Cunninghams von Glencairn. Alexander Cunningham ist als der erste Bewohner von Aiket dokumentiert; er erhielt 1479 das Land durch eine Charta der Krone. Elizabeth Cunningham hatte vorher ohne Erlaubnis der Krone Ländereien an den Lord Hay of Yester verlehnt.
Robert Cunningham scheint eine unleidliche Persönlichkeit gewesen zu sein, der Sir John Mure aus Caldwell umbrachte. Seine eigene Gattin, Helen, geborene Colquhoun aus Luss, versuchte offenbar, ihn zu vergiften. Sie wurde daher zum Court of Session nach Edinburgh geschickt, um sich der Anklage zu stellen, kam aber offenbar nie dort an.

#### Der Mord am 4. Earl of Eglinton
Robert Cunningham war ebenfalls in den Mord an Hugh Montgomerie, 4. Earl of Eglinton 1586 verwickelt; eine Tochter der Cunninghames aus Aiket war die Gattin des Lairds of Lainshaw und spielte eine zentrale Rolle in der Mordangelegenheit. Die Cunninghams von Aiket verloren alle ihre Ländereien und Robert Cunninghame wurde später im selben Jahr aus Rache auf oder in der Nähe seiner eigenen Türschwelle erschossen. Drei Töchter aus Aiket waren mit Protagonisten des Mordes an Hugh Montgomerie verheiratet, zwei mit Cunninghams und eine – Lady Margaret – mit einem Montgomerie. 1564 werden die „Cunninghame of Aicket“ als „Larde of Halkhede“ benannt.
Robert Cunninghams Gattin beschwerte sich bitterlich, als das Anwesen schließlich 1592 in ruinösem Zustand zurückgegeben wurde:

„(...) die Zerstörung der Policie des Anwesens von Aiket, Häuser, Gärten, Obsthaine und gepflanzte Bäume, sodass dieselben ruinös und nicht mehr zu gebrauchen sind, mit Ausnahme von Türen, Fenstern, Schlössern, Dächern, oder dass sie Reparaturen nötig haben, und die Obliegenheiten schreiben vor, rigoros ausgeführt, zum großen Schaden der armen Pächter, was nicht angewiesen sind (...), wie es von ihnen erpresst wurde.“

Sie scheint die Burg im Stil des späten 16. Jahrhunderts wieder aufbauen haben lassen, wobei ein Küchentrakt mit zwei Stockwerken im Westen angebaut wurde.
1566 gewährte der letzte römisch-katholische Vikar von Dunlop, John Houston, mit der Erlaubnis von Gavin Hamilton, dem Kommendator von Kilwinning Abbey, die Ländereien der Kirche von Dunlop William Cunningham von Aiket Castle. Er behielt 0,4 Hektar Land am Pfarrhaus für seinen eigenen Gebrauch und den seiner Nachfolger.
James Cunningham war eng am Darién-Projekt beteiligt und begleitete die erste Expedition. Als er von dort zurückkehrte, zeigte er sich als militanter Gegner der Vereinigung der Parlamente von 1707. Er verlor so viel Geld bei verschiedenen finanziellen Unternehmungen, dass er gezwungen war, seine Ländereien zu verkaufen.
Im 18. Jahrhundert ließen die Dunlops die Burg modernisieren, indem sie den Turm abtragen und die Fenster einander angleichen ließen. Ein fürchterlicher Brand im Jahre 1957 ließ von der Burg nur noch zwei Gewölbe und drei Mauern übrig, aber Robert und Katrina Clow ließen das Gebäude Mitte der 1970er-Jahre restaurieren.
Es hat Tradition, das seiner der Cunninghams von Aiket einen Gemmill in Templehouse aufhängte, wozu er die Sparren von des Opfers eigenem Haus benutzte.

### Der gespenstische Ritter von Hessilhead und die Braut von Aiket

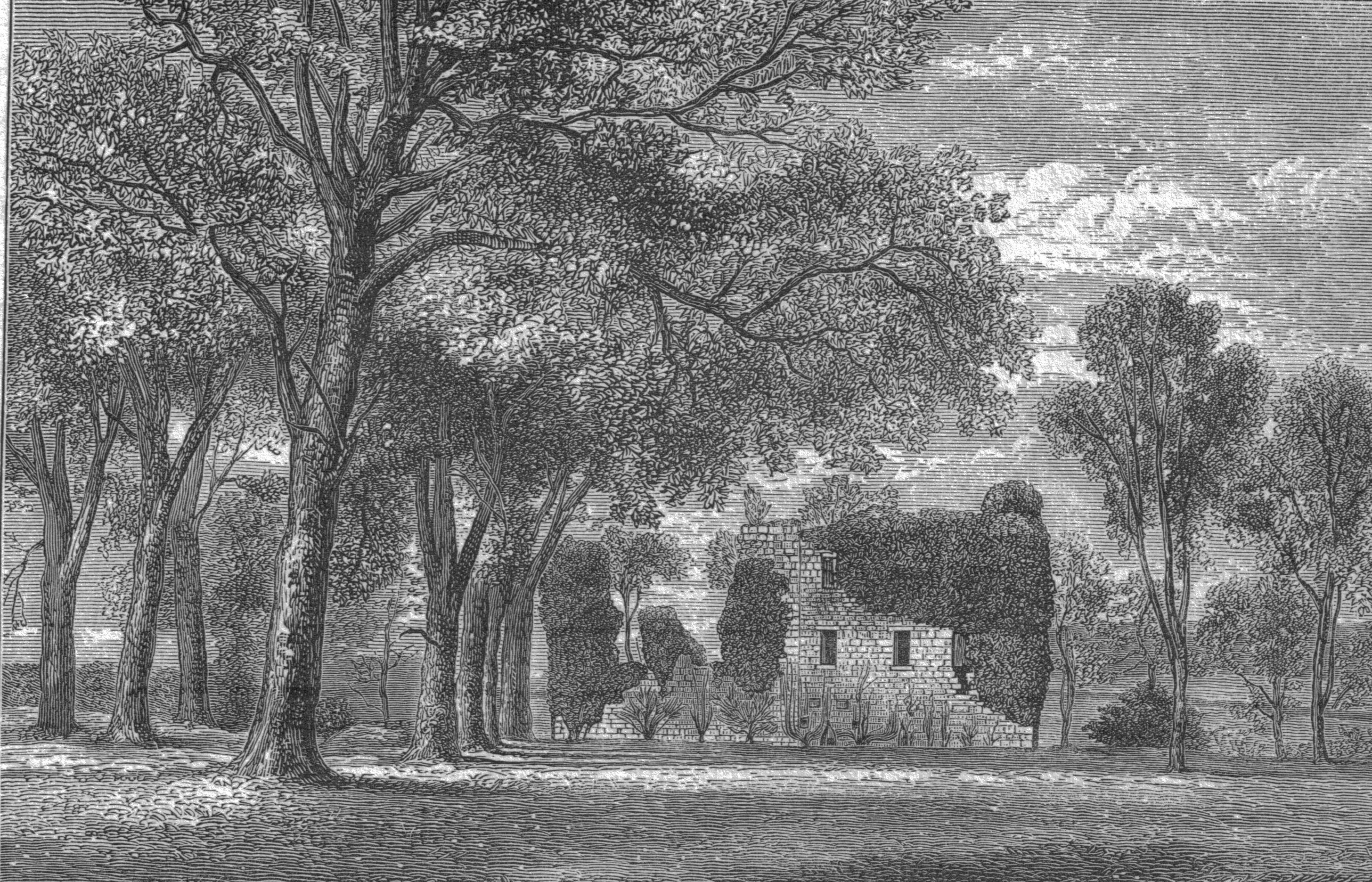
Hessilhead Castle 1876

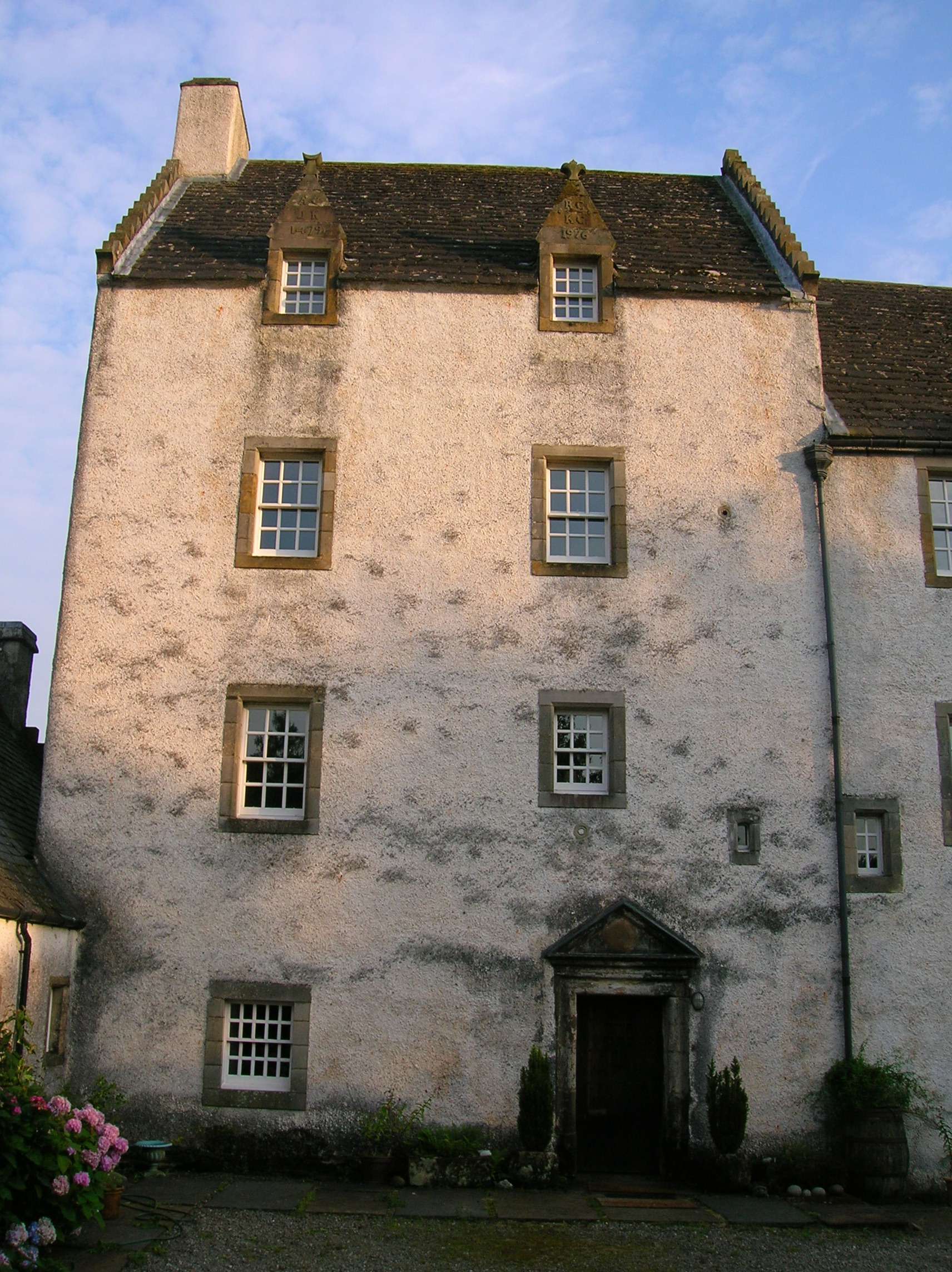
Haupteingang von Aiket Castle

Anna Cunningham aus Aiket Castle war ihrer wahren Liebe, Henry Montgomerie aus Hessilhead Castle, versprochen. Sie sollten heiraten, sobald er von den Kreuzzügen zurückkehrte, aber Allan Lockhart, der Sohn des benachbarten Barons, begann zunehmend, die Bewohner von Aiket Castle zu besuchen. Seine amourösen Bemühungen waren solange vergebens, bis Henry Montgomerie zur Teilnahme am Kreuzzug aufgerufen wurde. Nachdem viele weitere Monate vergangen waren, entschloss sich Allan Lockhart, eine List anzuwenden: Er gewann einen Fußsoldaten, der kürzlich von einem Kreuzzug zurückgekehrt war, dafür, eine erlogene Geschichte vom Tod Henry Montgomeries zu erzählen. Die List war erfolgreich und nach kurzer Zeit verstärkte Allan Lockhart seine Bemühungen um Anna wieder und es wurde ein Datum für die Heirat festgesetzt. Gerade an diesem Tag kehrte Henry Montgomerie auf Hessilhead Castle zurück und entdeckte den Betrug; auf dem Weg zu seiner Braut stürzte er aber vom Pferd und verstarb innerhalb weniger Minuten.
Um Mitternacht aber kam die Hochzeitsfeier zu einem abrupten Ende, als die Gestalt von Henry Montgomerie in voller Rüstung in den Rittersaal von Aiket Castle schritt, Lady Anna hochnahm und mit ihr in der Nacht verschwand. Weder der Ritter noch die Braut wurden je wieder gesehen. Eine Familie Lockhart, Loccard oder Lockhard sollen die ersten Inhaber der Baronie Kilmarnock gewesen sein.
| "For there, by Glazert's lonely stream, A lovely maiden swore to be my bride, when I returned Again to Scotia's shore." |

#### Anna Inglis und William Cunningham
Die Geschichtsschreibung liefert einige Fakten, die in Zusammenhang mit der Sage von der „gespenstischen Braut“ stehen. Ein Montgomerie von Hessilhead Castle war an Anna Inglis, Tochter von Thomas und Marion aus Corsflat in Paisley versprochen. Annas Mutter, Marion, geb. Peibles, war mit den Montgomeries verwandt. Tomas Inglis starb und Marion heiratete dann einen Allan Lockhart (* 1593), Sohn von Allan Lockhart aus Cleghorn bei Lanark. Allan Lockhart zwang seine Stieftochter, die noch nicht einmal 12 Jahre alt war, William Cunningham aus Aiket Castle, seinen Vetter, zu heiraten.
William Cunninghame erhielt bei seiner Heirat eine Mitgift von 40.000 Mark, schlug aber seine junge Gattin und ließ sie hungern, während er seine Zeit mit Huren in Paisley verbrachte. Seine Gattin bat um die Scheidung und war 1641 erfolgreich damit, aber William († 1645) hinterließ ihr 10.000 Mark Schulden. Anna hatte einen Sohn, James Cunningham, der 1668 ein Gemeindeangestellter von Paisley wurde.

## Gärten
Die Gärten der Burg wurden sorgsam angelegt; wiederverwendete Steine bilden die Stufen, der alte Steinbruch wurde landschaftlich gestaltet und dort viele Zierbäume und -büsche gepflanzt.
2011 wurde die Burg für £ 1,1 Mio. zum Verkauf angeboten.